# حدث أبو هريرة قال
حدّث أبو هريرة قال هو عمل أدبي للكاتب التونسي محمود المسعدي بث من خلاله أفكاره الفلسفية الوجودية من خلال البطل أبو هريرة معتمدا على لغة مكثفة وقديمة. اعتبرها الناقد توفيق بكار أهم مغامرة روائية في القرن العشرين واختيرت كتاسع أفضل 100 رواية عربية من اتحاد الكتاب العرب. نسبها بعض النقّـاد إلى الأقصوصة تارة وإلى الحديث الأدبي تارة أخرى.

## تاريخ الرواية
تم تأليف نصّ «حدّث أبو هريرة قال» قبل يونيو 1940، وقد صدر عن الدّار التّونسية للنّشر كاملا عام 1973 أوّل مرّة وعن دار الجنوب للنشر سنة 1979 حلّته مقدّمة توفيق بكار.
شرع المؤلف في نشر نصوص سرديّة على شكل الأحاديث والأخبار الأدبيّة أواخر ثلاثينات القرن العشرين، فنسبها بعض النقّاد إلى الأقصوصة تارة وإلى الحديث الأدبي تارة أخرى وفي فجر السبعينات أصدر كتابا موسوما بحدّث أبو هريرة قال حوّر فيه ترتيب تلك النصوص وأضاف إليها نصوصا أخرى.

## المحتوى
بطل القصة أبو هريرة يعيش في مكة المكرمة التي ترمز إلى التقيد بالروابط الاجتماعية والطقوس الدينية. فهو ملتزم بعباداته متزوج بطريقة شرعية، يمثل الرجل التقليدي فارغ الكيان في عالم راكد لا حراك فيه، وصلته به تقوم على التسليم بكلّ شيء، إلى أن يجيئه صديق له يدعوه إلى الخروج عن المألوف «أصرفك عن الدنيا عامة يوم من أيامك» فالبعث الأول منطلقه عوامل خارجية عن أبي هريرة الذي لم يكن مستعدا للرحيل. كان الخروج من مكة فجرا. هذا الفجر يرمز به إلى ابتداء المغامرة الوجودية.

### مغادرة «مكّة»
التحق بصديقه فتغيّرت علاقة أبي هريرة بالعالم، وتغيّرت العلاقات السرديّة داخل النصّ. لم يبق أبو هريرة قادرًا على قبول العالم الذي عاش فيه فَهَجَرَه، فبعد أن كان سابقاً سوى وهم وتابع ومستسلم ومقود، أصبح الآن حقيقة ومتبوعًا وسائلاً وقائدًا. اكتشف أبو هريرة نفسه وعالمه وكانت «ريحانة» دليله إلى ذلك، وما لبث أن استبدل بعبادة تلك القوّة العليا الغامضة، فانتقل إلى الفردوس الجديد، وانخرط في طقس اللذّة الجسديّة برفقة «ريحانة»، وأعلن أنّ ولادته الحقيقيّة بدأت من هذا اللقاء - الاكتشاف، ثمّ انهمكا في سبر ملذات الجسد في فضاء وثنيّ ينطق كلّ ما فيه بالانتماء إلى الحياة ومتعها، وتبع ذلك تغيّر في علاقة أبي هريرة وريحانة بالعالم الذي لم يعد مستقرا للسكون والاستقرار والطمأنينة، إنّما أصبح مضمارًا للارتحال والاغتراب واللذّة والشكّ.

### طريقة السرد
يتبادل الرواة والشخصيات الأدوار فيما بينهم، فتقوم بالأفعال السردية مرة، وتقوم بروايتها مرة أخرى، وهذه المناوبة تنقل السرد من مستوى إلى آخر، فما أن ترتسم ملامح الشخصية في عالم السرد بصورة فاعل يتولى انجاز الأحداث، حتى تظهر بدور راو يستعرض أفعال الشخصيات الآخر.